# Дуга Реса
Дуга Реса је град у Хрватској, у Карловачкој жупанији. Према резултатима пописа из 2011. у граду је живело 11.180 становника, а у самом насељу је живело 6.011 становника.
Дуга Реса је претежно индустријски град. Налази се око 7 км југозападно од Карловца, на реци Мрежници, на раскрсници путева према Ријеци и Сењу. Лежи на 133 м надморске висине.

## Историја
Насеље се снажно развило након изградње текстилне индустрије. Године 1880. имала је само 298 становника. Од сеоцета је постала варошица са отварањем мануфактуре где се запослило 3.000 радника. Када је 1884. подигнута предионица памука са 5.000 вретена, а касније изградњом ткаонице, белионице и бојачнице те проширењем предионице изграђен је највећи комбинат за прераду памука у СФРЈ. (50.000 вретена и 4.200 запослених 1980 год.) У међуратном времену никле су ту радничке куће, приземне и спратне. Само 1937. године подигнуто је 20 станова, скоро колико и сваке године уназад. Постојао је и развијен аутобуски саобраћај до околних места којима су превожени запослени радници.
Заступник фирме је пред Други светски рат био Рудолф Кратохвил. Тада се (1940) почело радити на пресељењу фабрике у Србију, у Младеновац или Горњи Милановац. Јавност Хрватске бановине се противила и тражен је начин да се фабрики финансијски помогне. Фирма је већ отежано радила, са нарастајућим дуговима и све већим отпуштањем радника.
У Дугој Реси је 1937. године изграђена нова велика римокатоличка црква.
Такмичили су се 1939. два фудбалска клуба из Дуге Ресе. Прворазредни је С.К. "Дуга Реса", а нижи - другоразредни је С.К. "Велебит". Фудбалери "Дуге Ресе" су те 1939. године били најактивнији и најуспешнији у Карловачкој жупи. Прославили су септембра 1939. године јубилеј 10 година постојања.

## Попис 1991.
На попису становништва 1991. године, насељено место Дуга Реса је имало 7.513 становника, следећег националног састава:
| Попис 1991.‍   | Попис 1991.‍  | Попис 1991.‍ | Попис 1991.‍ | Попис 1991.‍ |
| ------------- | ------------ | ----------- | ----------- | ----------- |
|               |              |             |             |             |
| Хрвати        | Хрвати       |             | 6.502       | 86,54%      |
| Срби          | Срби         |             | 567         | 7,54%       |
| Југословени   | Југословени  |             | 101         | 1,34%       |
| Муслимани     | Муслимани    |             | 25          | 0,33%       |
| Словенци      | Словенци     |             | 21          | 0,27%       |
| Албанци       | Албанци      |             | 20          | 0,26%       |
| Чеси          | Чеси         |             | 6           | 0,07%       |
| Црногорци     | Црногорци    |             | 4           | 0,05%       |
| Македонци     | Македонци    |             | 3           | 0,03%       |
| Словаци       | Словаци      |             | 3           | 0,03%       |
| Мађари        | Мађари       |             | 2           | 0,02%       |
| Немци         | Немци        |             | 2           | 0,02%       |
| остали        | остали       |             | 4           | 0,05%       |
| неопредељени  | неопредељени |             | 159         | 2,11%       |
| регион. опр.  | регион. опр. |             | 4           | 0,05%       |
| непознато     | непознато    |             | 90          | 1,19%       |
| укупно: 7.513 |              |             |             |             |